# Śnieżki
Śnieżki (białorus. Снежкі) – wieś w Polsce położona w województwie podlaskim, w powiecie bielskim, w gminie Boćki.

## Ludność
Według Pierwszego Powszechnego Spisu Ludności z 1921 roku wieś liczyła 63 domy i 203 mieszkańców (104 kobiety i 99 mężczyzn). Wszyscy mieszkańcy miejscowości zadeklarowali wówczas wyznanie prawosławne. Pod względem narodowościowym niemal wszyscy mieszkańcy wsi czuli się wtedy Białorusinami, tylko jedna osoba podała podczas spisu narodowość rosyjską. 

## Historia
Na terenie wsi od XVI wieku istniał folwark Kaleczyce (ob. Kalejczyce), przy piaszczystej drodze na Bystre, na pn.‑wsch. od wsi. Folwar przed 1579 został poddany pomiarze włócznej.  Wówczas do zabudowań przylegał od wsch. kwadratowy ogród z alejami i szpalerami, a od  pd. stawy. W 1646 folwark Sapiehowie z Bociek zastawili Maksymilianowi Orłowi. W 2. poł. w. XVII folwark przekształcono w duchu barokowym; na osi jednej z dróg ogrodowych wzniesiony nowy dwór. 
W okresie międzywojennym wieś znajdowała się w powiecie bielskim w gminie Milejczyce.
W latach 1952–1954 miejscowość była siedzibą gminy Śnieżki. W latach 1975–1998 miejscowość administracyjnie należała do województwa białostockiego.

## O wsi
Miejscowość od początku powstania należała do parafii prawosławnej w Sasinach. Natomiast wierni kościoła rzymskokatolickiego należą do parafii św. Stanisława w Milejczycach.
Na terenie wsi znajdują się ruiny zabudowań dworskich z XIX wieku oraz cmentarz prawosławny założony w XIX wieku. We wsi działa Ochotnicza Straż Pożarna założona w 1949 roku

## Zabytki
- Ruiny murowanego spichlerza sprzed 1939 roku wybudowanego przez Łowickich na dawnym terenie przydworskim  (dwór  nie  istnieje).

## Galeria

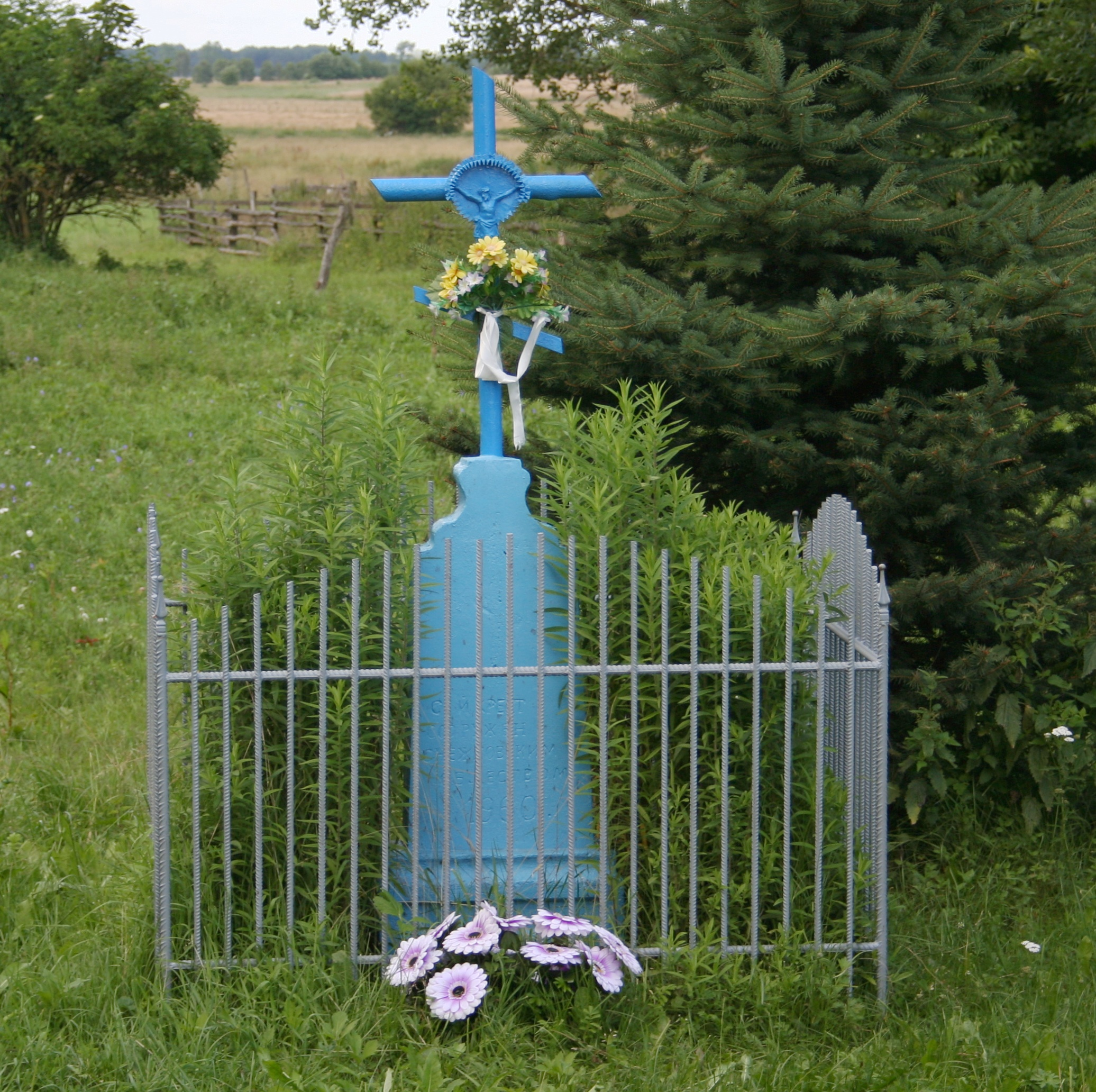
Krzyż przydrożny przy wjeździe do wsi
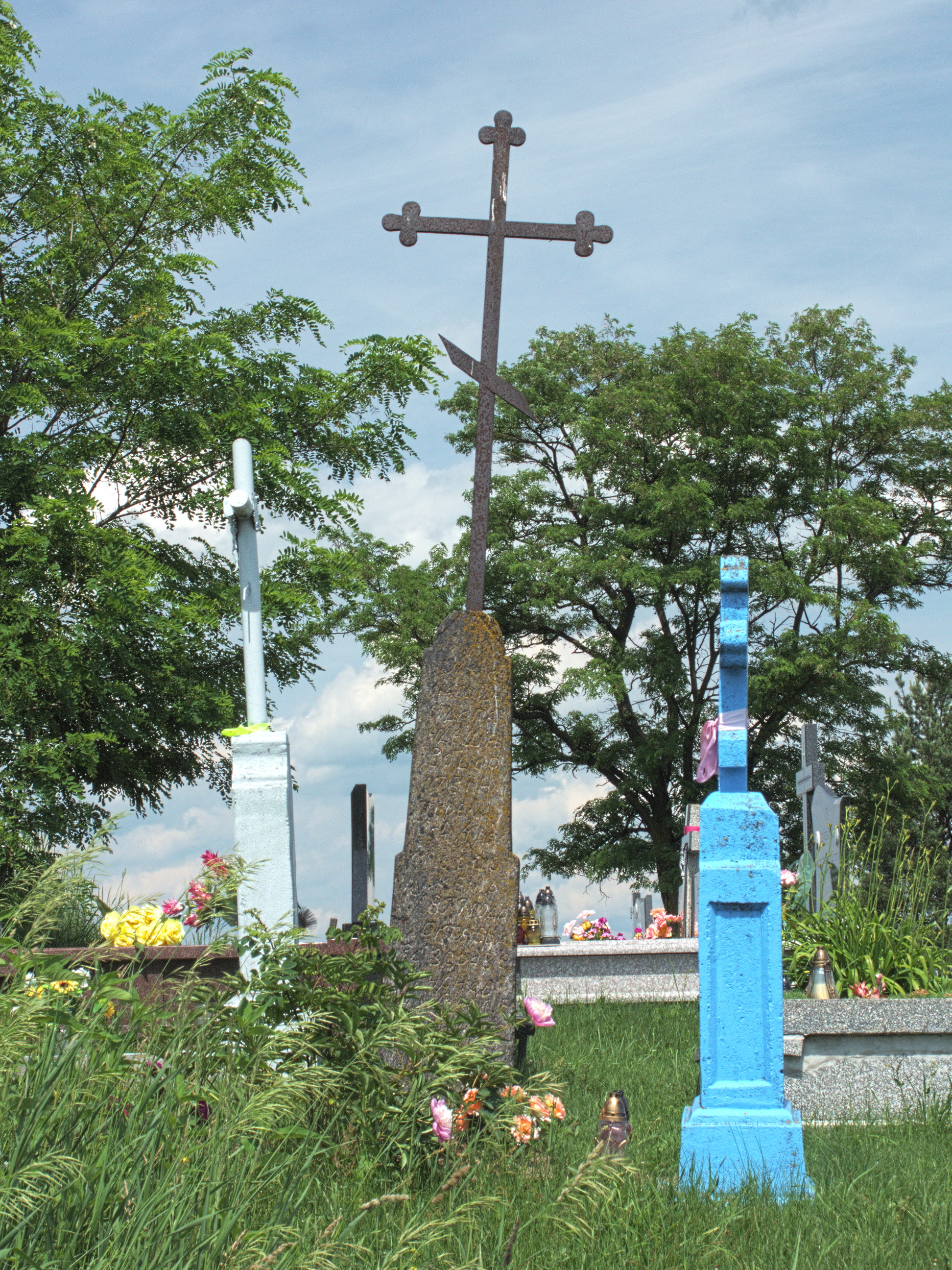
Zabytkowe nagrobki na cmentarzu w Śnieżkach
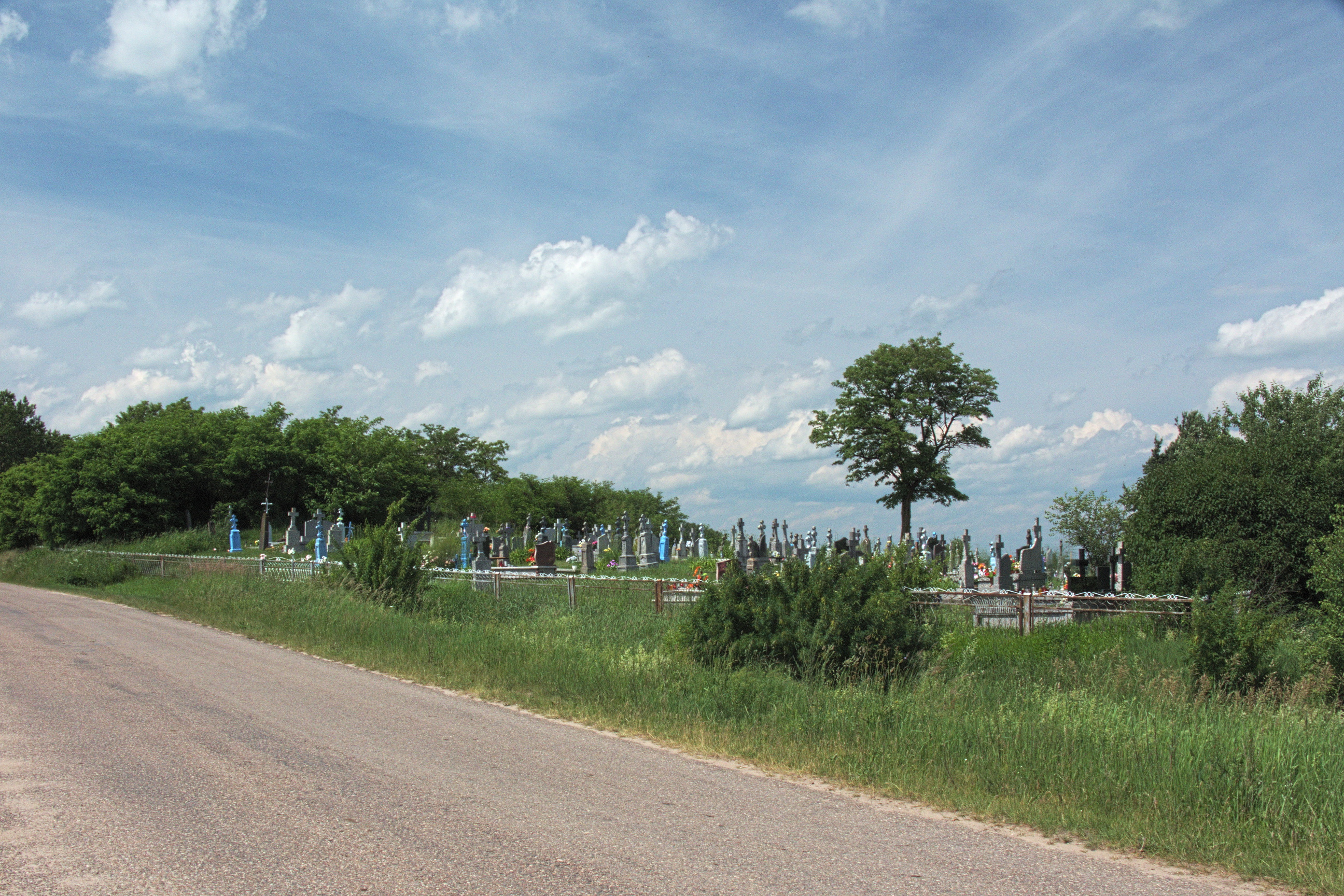
Widok ogólny na cmentarz prawosławny w śnieżkach
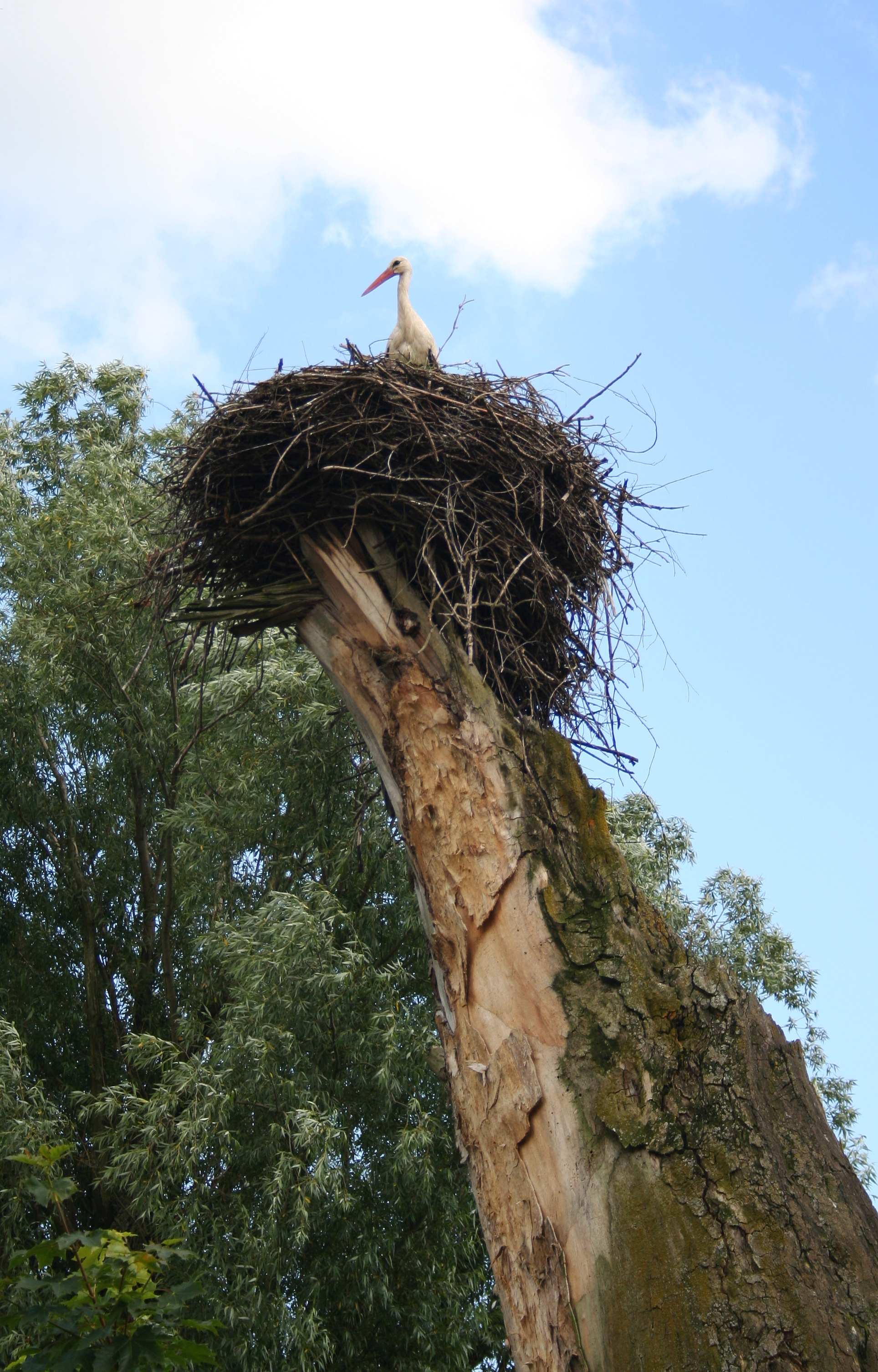
Bocianie gniazdo w Śnieżkach
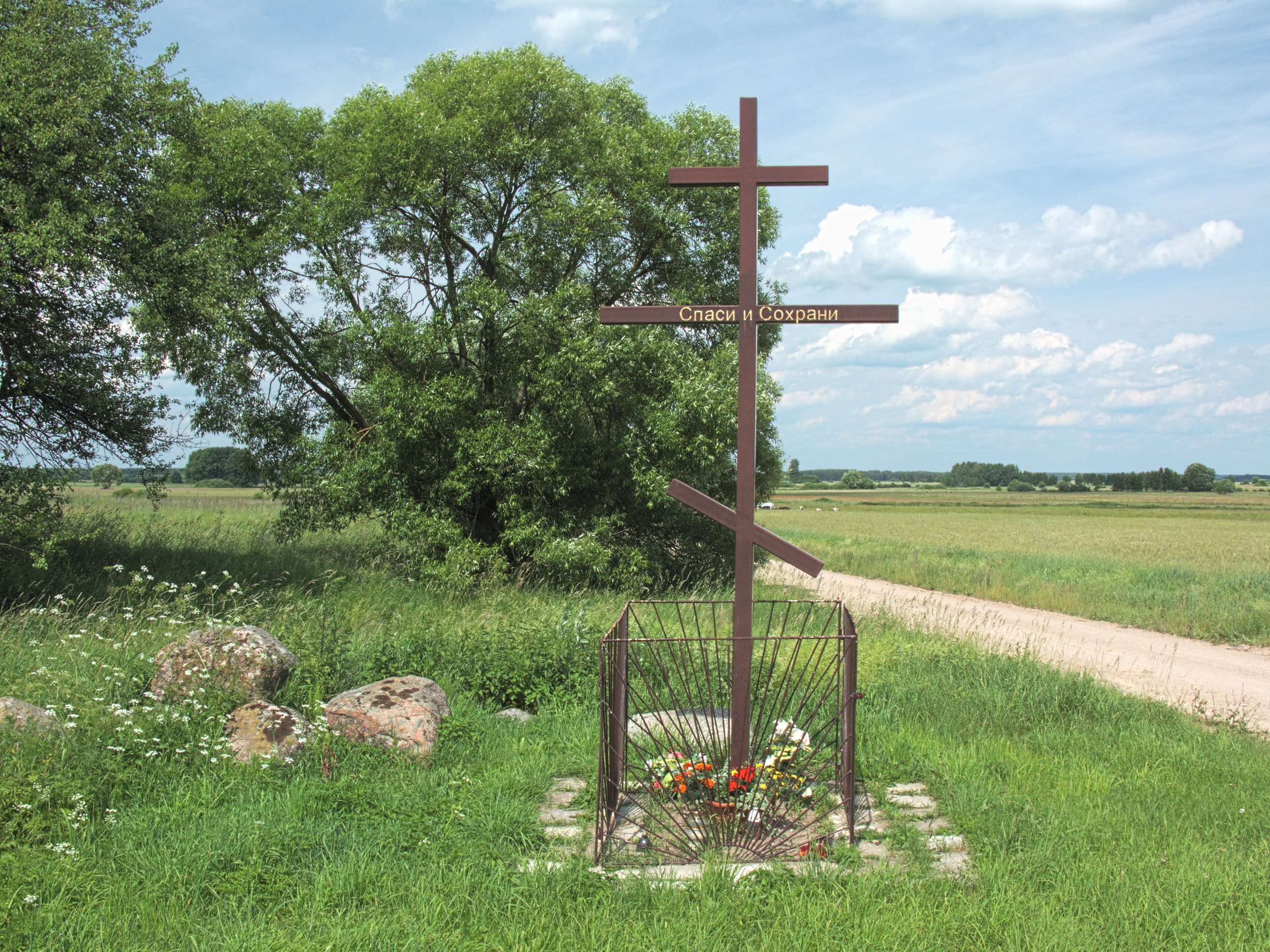
Krzyż wotywny z cyrylicznymi inskrypcjami w okolicach wsi